# Pholis fangi
Pholis fangi és una espècie de peix de la família dels fòlids i de l'ordre dels perciformes.

## Hàbitat i distribució geogràfica
És un peix marí, demersal i de clima temperat, el qual viu al Pacífic nord-occidental: el golf de Bohai a la mar Groga i el nord de la mar de la Xina Oriental.

## Observacions
És inofensiu per als humans.